# ASTech
ASTech Paris Région est un pôle de compétitivité français spécialisé dans l'aéronautique, l'espace et les systèmes embarqués créé en 2007. Il est centré géographiquement sur la région Île-de-France.
Ses membres se regroupent tous les deux ans en octobre lors de la convention d'affaires « AeroSpaceDays Paris » afin de rencontrer en rendez-vous de travail pré-programmés l'ensemble des acteurs mondiaux des filières aéronautiques et spatiales.
ASTech Paris Region a le statut d'Association loi de 1901. Son siège social est située sur l'Aéroport de Paris-Le-Bourget.

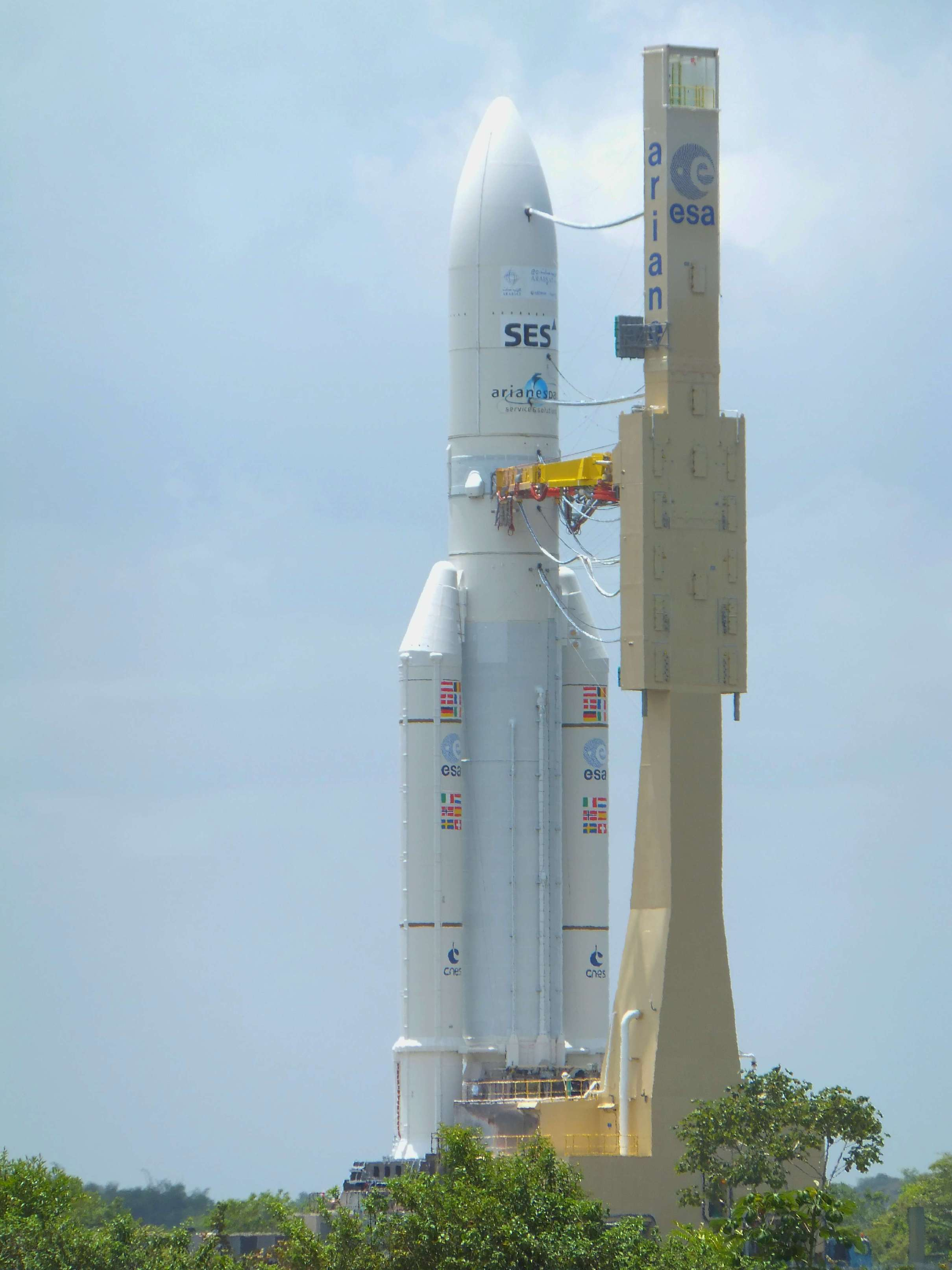
Ariane 5
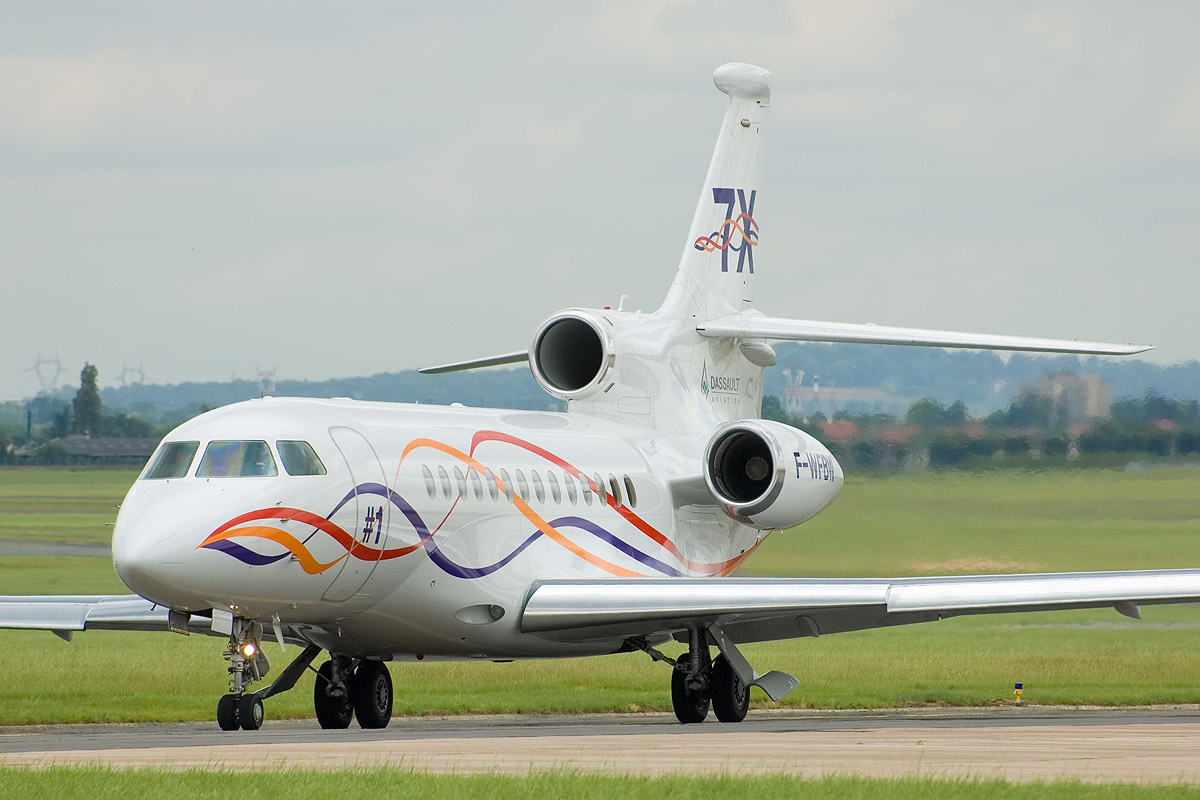
Dassault Falcon 7X
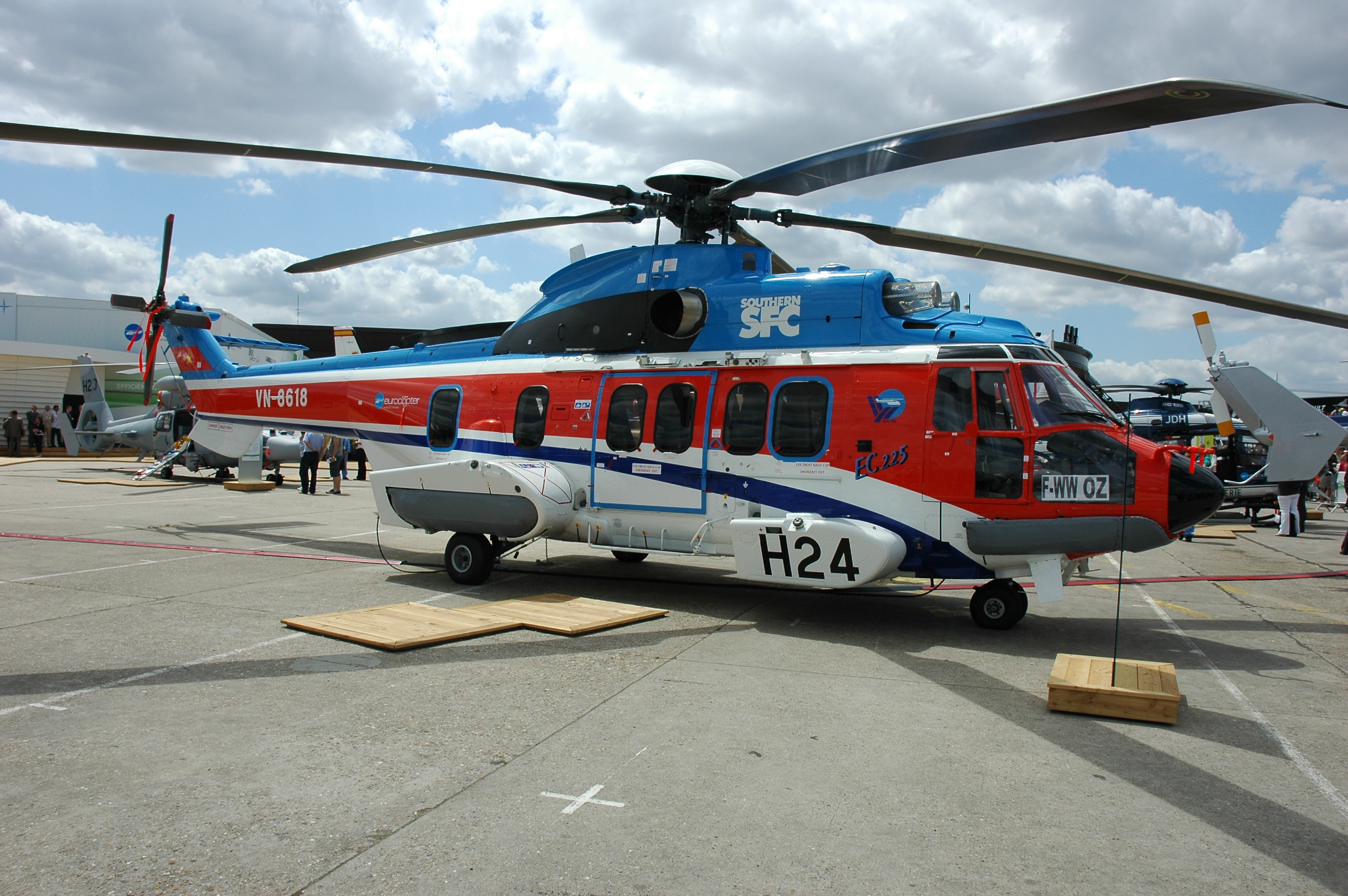
Eurocopter EC225
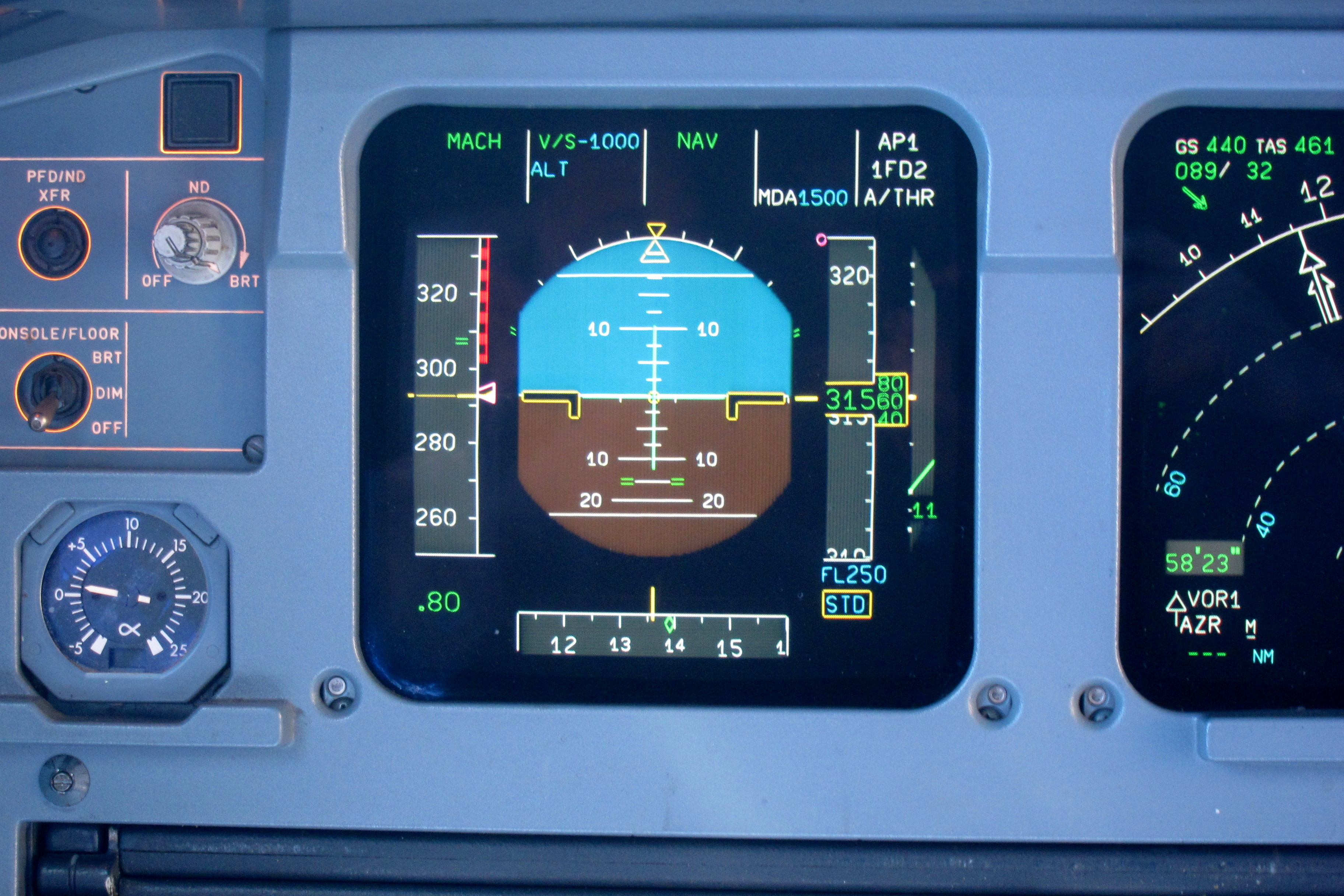
Avionique
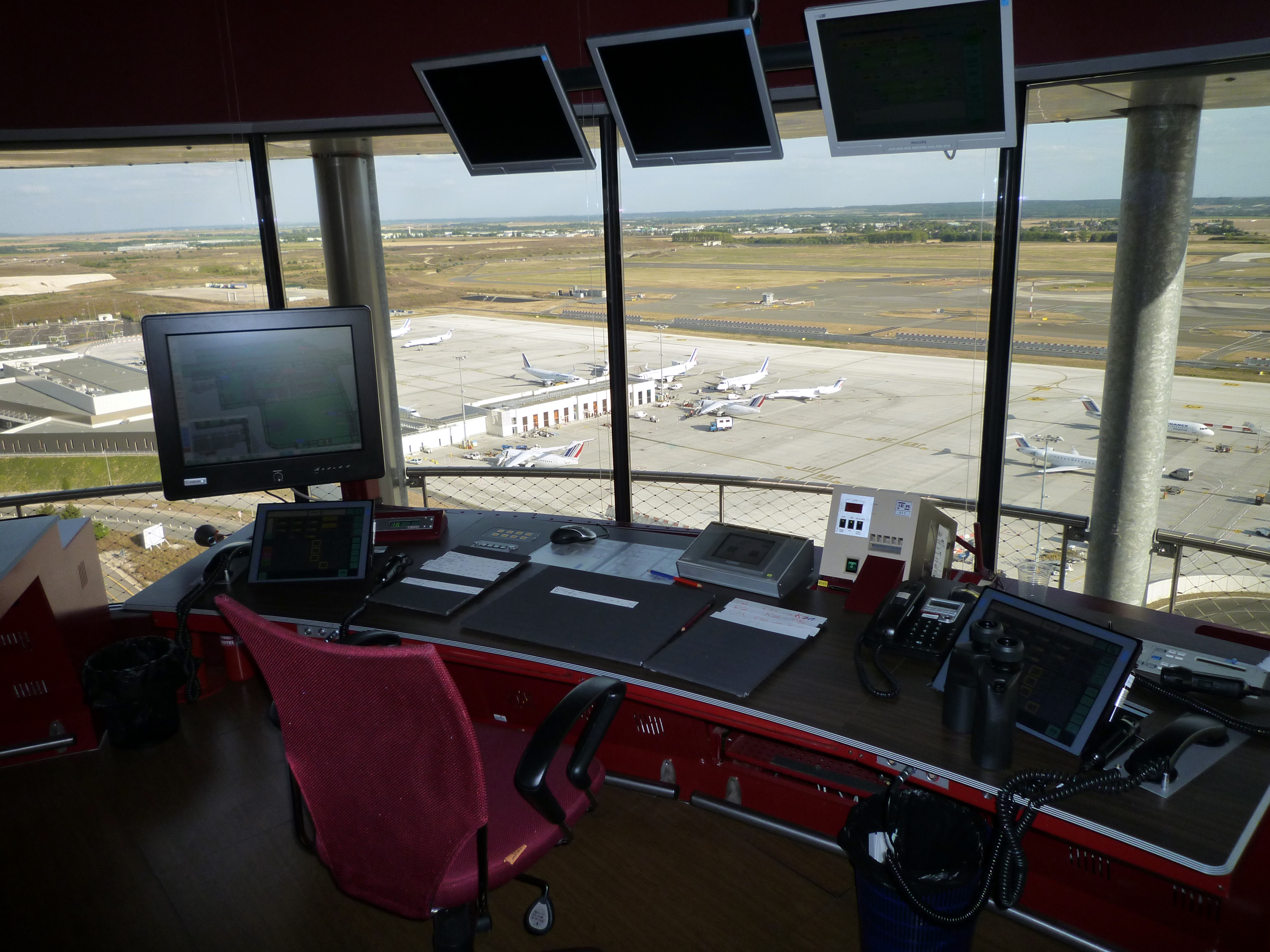
Gestion des flux de trafic aérien